# Eudóxia Maria Froehlich
Eudóxia Maria Froehlich, nascida Eudóxia Maria de Oliveira Pinto (São Paulo, 21 de outubro de 1928 — 26 de setembro de 2015) foi uma zoóloga brasileira.

## Biografia
Eudóxia Maria de Oliveira Pinto nasceu em 1928, filha de Alice Alves de Camargo e do ornitólogo Olivério Mário de Oliveira Pinto. Desde criança, seus pais costumavam levar ela e seus irmãos a áreas arborizadas perto de São Paulo, o que a ajudou a se interessar por zoologia, especialmente animais pequenos.
Após terminar o ensino médio, passou seis meses no Rio de Janeiro com um tio que era médico e voltou para casa interessada em estudar medicina. Seu pai não aprovou a ideia, considerando uma carreira inadequada para uma mulher, e a sugeriu que estudasse história natural e assim ela fez. Durante esse tempo, ela ficou noiva de Claudio Gilberto Froehlich, um de seus colegas.
Em 1951, ela e Claudio iniciaram seus estudos de doutorado juntos na Universidade de São Paulo, tendo Ernst Marcus como seu conselheiro. Marcus sugeriu que eles trabalhassem na taxonomia das planárias terrestres, uma vez que era um grupo pouco estudado, mas altamente diversificado na região.
Ela continuou seus estudos com planárias terrestres até 1978 e depois mudou sua atenção para aracnídeos. Aposentou-se em 1988, mas continuou seu trabalho como professora emérita, sendo ativa até sua morte em 2015.

## Homenagens
O gênero de planária eudoxiatopoplana, bem como a espécie Obama eudoxiae, Obama eudoximariae e Notogynaphallia froehlichae, foram nomeados em homenagem a ela.

## Trabalhos
- Froehlich, Eudóxia Maria (1955). «Sobre Espécies Brasileiras do Gênero Geoplana». Bol Fac Filos Ciênc Let Univ São Paulo Sér Zool. 19 (19): 289–33. doi:10.11606/issn.2526-3382.bffclzoologia.1954.120096
- Froehlich, Claudio Gilberto; Froehlich, Eudóxia Maria (1972). «Land planarians from the Amazonian region». Papéis Avulsos de Zoologia. 26 (2): 29–45
- Froehlich, Eudóxia Maria (1978). «On a collection of Chilean landplanarians». Bol Zool Univ São Paulo. 3: 7–80
- Froehlich, Eudóxia Maria; Leal-Zanchet, Ana Maria (2003). «A new species of terrestrial planarian of the genus Notogynaphallia Ogren & Kawakatsu (Platyhelminthes, Tricladida, Terricola) from south Brazil and some comments on the genus». Revista Brasileira de Zoologia. 20 (4): 745–753. ISSN 0101-8175. doi:10.1590/S0101-81752003000400030
- Froehlich, Eudóxia Maria; Carbayo, Fernando (2011). «Catálogo dos "Turbellaria" (Platyhelminthes) do Estado de São Paulo». Biota Neotropica. 11: 503–514. ISSN 1676-0603. doi:10.1590/S1676-06032011000500019